# Julian Ranftl
Julian Ranftl (* 17. Februar 1996) ist ein österreichischer Handballspieler.

## Karriere
Ranftl begann bereits in seiner Jugend bei der SG Handball West Wien Handball zu spielen. Weiters besuchte er die Handball-Akademie in Bad Vöslau, mit welcher er, gemeinsam mit Tobias Wagner, Sebastian Frimmel und Aron Tomann, an Testspielen gegen die Jugend der Füchse Berlin teilnahm. 2013 qualifizierte sich der Rechtsaußen mit dem Schulleistungssportzentrum Maroltingergasse für die Schulweltmeisterschaft in der Türkei. Ranftl nahm 2013/14 sowie 2015/16 als Teil des Jugend-Nationalteams an den Play-offs der Handball Liga Austria teil.
Ab 2013 lief der 1,84 Meter große Linkshänder in der ersten Mannschaft der SG Handball West Wien in der Handball Liga Austria auf. Im April 2022 unterzeichnete Ranftl einen ab der Saison 2022/23 gültigen Vertrag bei der HSG Nordhorn-Lingen. Nach der Saison 2022/23 verließ er Nordhorn.

## HLA-Bilanz
| 2013/14   | SG Handball West Wien                                           | HLA                                                             | 4                                                               | 0/0                                                             | 4                                                               |                                                                 |                                                                 |                                                                 |                                                                 |                                                                 |
| 2014/15   | SG Handball West Wien                                           | HLA                                                             | 0                                                               | 0/0                                                             | 0                                                               |                                                                 |                                                                 |                                                                 |                                                                 |                                                                 |
| 2015/16   | SG Handball West Wien                                           | HLA                                                             | 53                                                              | 0/1                                                             | 0                                                               |                                                                 |                                                                 |                                                                 |                                                                 |                                                                 |
| 2016/17   | SG Handball West Wien                                           | HLA                                                             | 87                                                              | 3/3                                                             | 84                                                              |                                                                 |                                                                 |                                                                 |                                                                 |                                                                 |
| 2017/18   | SG Handball West Wien                                           | HLA                                                             | 31                                                              | 1/1                                                             | 30                                                              |                                                                 |                                                                 |                                                                 |                                                                 |                                                                 |
| 2018/19   | SG Handball West Wien                                           | HLA                                                             | 38                                                              | 0/0                                                             | 38                                                              |                                                                 |                                                                 |                                                                 |                                                                 |                                                                 |
| 2019/20   | Saison aufgrund der COVID-19-Pandemie in Österreich abgebrochen | Saison aufgrund der COVID-19-Pandemie in Österreich abgebrochen | Saison aufgrund der COVID-19-Pandemie in Österreich abgebrochen | Saison aufgrund der COVID-19-Pandemie in Österreich abgebrochen | Saison aufgrund der COVID-19-Pandemie in Österreich abgebrochen | Saison aufgrund der COVID-19-Pandemie in Österreich abgebrochen | Saison aufgrund der COVID-19-Pandemie in Österreich abgebrochen | Saison aufgrund der COVID-19-Pandemie in Österreich abgebrochen | Saison aufgrund der COVID-19-Pandemie in Österreich abgebrochen | Saison aufgrund der COVID-19-Pandemie in Österreich abgebrochen |
| 2020/21   | SG Handball West Wien                                           | HLA                                                             | 188                                                             | 87/116                                                          | 101                                                             |                                                                 |                                                                 |                                                                 |                                                                 |                                                                 |
| 2013–2021 | gesamt                                                          | HLA                                                             | 401                                                             | 91/121 (80 %)                                                   | 310                                                             |                                                                 |                                                                 |                                                                 |                                                                 |                                                                 |